# Peter Gren Larsen
Peter Gren Larsen (født 7. oktober 1963) er en dansk forfatter, skuespiller og instruktør. Han deltog i skabelsen af DukseDrengen, Fingrene Væk - Det' Søndag! og har skrevet og instrueret filmen Baby Doom, der har Peter Mygind i hovedrollen.
Ved begyndelsen af 2007 var Peter Gren Larsen ansat hos Danmarks Radio som underholdningschef for DR2, hvor han har kommissioneret programmer som voksenjulekalenderen Yallahrup Færgeby og doku-soapen om Dansk Pro Wrestling, der hed Blod, Sved og Springskaller.